# Cimetière du Père-Raimbault
Le cimetière du Père-Raimbault, également appelé ancien cimetière des lépreux, est un cimetière de l'île de La Réunion, département et région d'outre-mer français dans le sud-ouest de l'océan Indien. 

## Historique
Situé chemin du Père-Raimbault à Saint-Bernard, dans le quartier de la Montagne, sur le territoire de la commune de Saint-Denis, il est inscrit monument historique depuis le 17 décembre 2015. Du fait de son époque d'aménagement, il bénéficie également du label « Patrimoine du XXe siècle ».